# Priyanka Chopra
Priyanka Chopra Jonas (* 18. července 1982 Džamšédpur) je indická herečka a zpěvačka. V roce 2000 získala titul Miss World a o dva roky později se začala věnovat filmu; prvním z nich byl Thamizhan. V roce 2003 hrála ve svém prvním bollywoodském filmu The Hero: Love Story of a Spy. Později hrála v řadě dalších filmů, mezi které patří Aitraaz (2004), Fashion (2008) nebo 7 Khoon Maaf (2011).

## Osobní život
V roce 2018 se zasnoubila a vdala za amerického zpěváka Nicka Jonase dle indických tradic v paláci Umaid Bhawan přímo v Indii. Opulentní svatba trvala 3 dny.  Také oficiálně převzala manželovo příjmení.